# Crypsiprora
Crypsiprora es un género de lepidópteros perteneciente a la familia Noctuidae. Es originario de Australia

## Especies
- Crypsiprora ophiodesma Meyrick, 1902
- Crypsiprora orthogramma Turner, 1936
- Crypsiprora peratoscia Hampson, 1926